# Saint-Vincent (Alto Garona)
Saint-Vincent é uma comuna francesa na região administrativa da Occitânia, no departamento do Alto Garona. Estende-se por uma área de 3.07 km², com 192 habitantes, segundo o censo de 2018, com uma densidade de 63 hab/km².